# Bitka pri Malem velikem rogu
Bitka pri Malem velikem rogu je bila ena od bitk v veliki vojni Sujev 1876-77, v kateri so ameriški staroselci iz plemen Lakota, Severni Čejeni in Arapaho dosegli odločilno zmago. V bitki je padla več kot polovica ameriških vojakov, na čelu s poveljnikom 7. konjeniškega polka, polkovnikom Georgem A. Custerjem.

## Ustanovitev rezervatov
Nomadski način življenja ameriških staroselcev ni sovpadal z ameriškim namenom poselitve osrednjega dela ZDA. Spopadi med staroselskimi plemeni in novimi naseljenci, ki so iz ameriškega vzhoda poseljevali obsežne predele takratnega staroselskega ozemlja, so postajali v drugi polovici 19. stoletja vse bolj pogosti. Za zaščito lastnih interesov je ameriška vlada začela z ustanavljanjem rezervatov, v katere je začela nasilno zapirati staroselce. Hkrati je ustanavljala tudi agencije, ki so bile zadolžene za oskrbo rezervatov s hrano in ostalimi potrebščinami.
Leta 1875 sta se na Plesu sonca združili plemeni Lakota in Čejeni. Zvezo je ustanovil Sedeči bik, ki je v zapiranju staroselcev v rezervate videl kršitev starodavnih pravic. V začetku 1876 sta tako na novo združeni plemeni začeli na skrivaj zapuščati rezervate.
Vojaške oblasti so zaradi teh kršitev in nadaljevanja spopadov z naseljenci začele s taktiko napadanja staroselskih taborov, pri čemer so izvajale genocid, saj njihove akcije niso imele drugega cilja kot iztrebljanje avtohtonega prebivalstva. Pri tovrstnih akcijah je kot poveljnik 7. konjeniškega polka večkrat sodeloval tudi polkovnik Custer, ki se ga je zaradi njegovih dolgih, svetlih in kodrastih las med staroselci prijelo ime Zlatolaska.

## Dogodki pred bitko
Razlog za kampanjo proti staroselcem, ki se je začela leta 1876, je ležal v hribih Black Hills v Wyomingu in Južni Dakoti. To območje je vlada ZDA namreč leta 1868 dodelila staroselcem kot del njihovega rezervata. Kasneje so v teh hribih odkrili zlato, staroselci pa ozemlja niso želeli prodati pod nobenimi pogoji. Vojska je sicer poskušala preprečiti dotok iskalcev zlata na to področje, kar pa jim ni uspevalo. Iz tega razloga so Suji in Čejeni vladni odlok smatrali za ničnega in so začeli konec leta 1875 loviti tudi izven območja, ki jim je bilo dodeljeno. Vlada se je na to odzvala 3. decembra 1875, ko je razglasila odlok, da bodo vsakega staroselca, ki bo po 31. januarju 1876 opažen izven območja rezervata, imeli za sovražnika. Staroselci so odlok ignorirali, zaradi česar se je marca 1876 začela kampanja, ki je imela za cilj vrniti Suje in Čejene v rezervate. Kmalu je vojska spoznala, da se staroselci niso pripravljeni umakniti, kar je postalo še bolj očitno po nekaj manjših spopadih v marcu in aprilu istega leta.
Maja 1876 so generali prejeli poročila, ki so nakazovala, da je na območju med reko Yellowstone in gorovjem Veliki rog nekaj staroselskih taborov, v katerih je bilo okoli 800 bojevnikov. Poročila so tudi nakazovala, da se plemena selijo za divjadjo in da ni verjetnosti, da bi bilo v bližnji okolici na kupu tolikšne formacije bojevnikov.
Arhitekt kampanje je bil brigadni general Alfred Terry, ki je predvidel napredovanje konjenice in pehote v treh kolonah, od katerih je bila vsaka dovolj močna, da bi se samostojno spopadla s predvidenim številom staroselskih bojevnikov. Cilj kampanje je bil zajeti vse pripadnike plemen in jih odpeljati nazaj v rezervat.

### Ameriške sile
Na čelu prve kolone je bil polkovnik John Gibbon. Pod njegovim vodstvom je 30. marca šest čet (A, B, E, H, I in K) 7. pehotnega polka in štiri čete (F, G, H ter L) 2. konjeniškega polka odrinilo iz Fort Ellisa v zahodni Montani na vzhod proti reki Yellowstone. Kolona je bila sestavljena iz 450 vojakov.
Drugi koloni je poveljeval brigadir George Crook. Pod njegovim vodstvom je deset čet (A, B, C, D, E, F, G, I, L in M) 3. konjeniškega polka, pet čet (A, B, D, E in I) 2. konjeniške divizije, dve četi (D in F) 4. pehotnega polka ter tri čete (C, G in H) 9. pehotnega polka krenilo iz Fort Fettermana v Wyomingu. Kolona je na pot odrinila 29. maja, njen cilj pa je bil območje okoli reke Powder. V tej koloni je bilo zbranih okoli 1000 vojakov.
Tretji koloni je poveljeval sam Terry. Pod njegovim vodstvom so bile manjše skupine čet, ki so jih vodili njegovi najožji sodelavci. Četam C, E, F, I in L, 7. konjeniškega polka je poveljeval George Armstrong Custer, četam A, G in M major Marcus A. Reno, četam D, H in K stotnik Frederick W. Benteen, četo B pa je vodil stotnik Thomas M. McDougall. Četi B je bil podrejen tudi polkovni oddelek pod poveljstvom poročnika Edwarda G. Matheya; Četi C in G 17. pehotnega polka ter oddelek mitraljezov Gatling 20. pehotnega polka je 17. maja odrinil na zahod iz Fort Abraham Lincolna v Dakoti. Spremljalo jih je 150 vozov in velik oddelek tovornih mul. Čete C, D in I, 6. pehotnega polka so na pot odrinile iz Fort Buforda na reki Missouri, njihov cilj pa je bil vzpostavitev oskrbovalne postaje ob reki Yellowstone. Te enote so se s Terryjem združile na ustju reke Powder 29. maja 1876. Združena kolona je bila tako sestavljena iz 925 vojakov.

### Custerjev načrt
Obvestila o moči staroselskih enot so bila ob prihodu točna, vendar pa so se staroselci iz rezervata nekaj tednov pred bitko združili z bojevniki pod vodstvom Sedečega bika, da bi skupaj odšli na lov na bizone. Agenti naj bi torej napravili ključno napako, ko vojske niso obvestili o velikih skupinah bojevnikov, ki so zapustili naselja in odšli na lov. Agenti prav tako pri svojih obvestilih niso upoštevali tisočev staroselcev, ki so protestno zapustili rezervat in se pridružili upornikom pod vodstvom Sedečega bika. Tako je kasneje nasproti Custerjevim vojakom stalo na tisoče staroselskih bojevnikov in ne le tistih 800, ki so bili v naseljih znotraj rezervata. Kritike na račun Custerja, ki ni sprejel okrepitev in je svoje enote celo razdelil, so tako deloma neupravičene, saj je glede na informacije, ki jih je imel, ravnal taktično pravilno. Glede na to, da sta obvestila o moči nasprotnika sprejela za uradne tudi Terry in Gibbon, je Custerjeva poteza še toliko bolj razumljiva.
Taktična poteza Custerja je tudi nakazovala, da je imel za cilj zajetje vseh nasprotnikov. Razdelitev lastnih enot nakazuje na to, da je želel staroselcem preprečiti umik, boj z njimi pa je bil pri tem drugotnega pomena. To je kasneje potrdil tudi Custrov trobentač John Martin (Martini), ki je še povedal, da je Custer pred bitko predvideval, da staroselski bojevniki še spijo. Ob prihodu na Crow's Nest, hrib na nasprotni strani reke Yellowstone, so namreč Custrovi opazovalci z razdalje okoli 4 km v naselju videli samo ženske in otroke, ki so pripravljali konje, da jih odpeljejo na pašo. Tako je Custer prišel do napačnega zaključka, da bojevniki še spijo po šotorih in, da je njihovo število tolikšno, kot so ga sporočili agenti.
Custerjev načrt je temeljil tudi na predvidevanju, da bo v primeru spopada z bojevniki dobil takojšnjo podporo Benteenovih enot. V tistih časih je bila namreč praksa, da so vse bližnje ameriške vojaške enote takoj odreagirale na plotunski ogenj in se vmešale v boj. Leta 1879 se je na uradni preiskavi, ki jo je zahteval major Reno, izkazalo, da so Benteenovi in Renovi vojaki slišali salve vse do 16 ure in 30 minut, vendar pa se njihovi poveljniki nanje niso odzvali 

## Bitka

### Renov napad
Prva skupina, ki je napadla tabor, je bil Renov drugi oddelek, sestavljen iz treh čet (M, A in G). Napad je stekel po navodilih polkovnika Custra, ukaz za premik pa je izdal poročnik William W. Cooke. Custer se je za napad odločil po tem, ko so ga ogledniki opozorili, da so jih Suji opazili in zbirajo bojevnike. Renu je bilo tako ukazano naj napade in začne bitko. Ukaz je bil izdan kljub nezadostnemu poznavanju oblike, velikosti in načina obrambe tabora. Renova naloga je bila zasledovati staroselce in jih prisiliti k umiku proti Custrovim enotam, ki so se premaknile na severni del tabora. Reno je prebredel reko Mali veliki rog na njenem izlivu v današnji Reno Creek ob 15. uri in se pognal v napad . Kmalu je spoznal, da so Lakote in Severni Čejeni zbrani za boj in se niso pripravljeni umakniti.
Reno je s svojimi enotami hitro napredoval po ravnici proti severozahodu, njihove premike pa je prikrivala goščava na južnem bregu reke Mali veliki rog. Ista goščava je hkrati tudi Renovim enotam zakrivala pogled na indijanski tabor. Tabor so njegovi možje zagledali šele, ko so objahali okljuk reke tik pred prvimi šotori. Te so naseljevali Suji iz plemena Hunkpapa. Pred napadom si ne Reno ne Custer nista predstavljala velikosti in razporeditve šotorov, saj jih je z njihove ogledne točke zakrival gozd. Reno je takoj zaustavil svoje enote in na svoj izpostavljeni levi bok poslal svoje staroselske izvidnike iz plemen Arikara/Ree in Vran. Šele po spoznanju, kolikšen je tabor v resnici, je Reno ustavil svoje enote nekaj sto metrov pred prvimi šotori ter ukazal vojakom sestop s konj in razporeditev v bojno linijo v skladu s takratno vojaško taktiko.
V tej formaciji je vsak četrti vojak pridržal konje vojakov v strelski liniji, ki so bili eden od drugega oddaljeni med 6 in 11 metrov. Za prvo strelsko linijo so stali častniki, nekoliko za njimi pa vojaki s konji. Ta formacija je zmanjšala strelsko moč Renovih enot za četrtino. Reno je ukazal prvi liniji, naj strelja na šotore, kar so vojaki tudi storili. V prvi salvi so pobili in ranili nekaj žena in otrok poglavarja Galla. Na ogenj so se takoj odzvali bojevniki, ki so v galopu odhiteli preko ravnine v boj z vojsko. Renove vojake je na desni ščitila goščava in reka, zaradi česar so se indijanski bojevniki usmerili na njegov izpostavljen bok na levi strani planjave. Po dvajsetih minutah obstreljevanja na večji razdalji je imel Reno eno žrtev, spoznal pa je, da je bojevnikov petkrat več od njegovih vojakov in da mu Custrove enote ne bodo priskočile na pomoč. Vojak Billy Jackson je kasneje tudi poročal, da so se Suji in Čejeni za kratek čas umaknili na ravnico, ki jo je zakrival nizek grič desno od naselja in tam organizirali nov napad. Kmalu se je okoli 500 bojevnikov na konjih pognalo v Renov levi bok ter ga poskušalo obkoliti. S tem so Rena prisilili, da je ukazal umik v goščavo vzdolž reke. Indijanci so nato poskušali vojake pregnati iz zavetja goščave s tem, da so poskušali zanetiti požar v grmovju. Reno se je znašel v situaciji, ko ni več videl drugega izhoda kot hiter umik. Vojsko je v neurejenem umiku vodil preko reke, bežeče vojake pa je kmalu napadla množica čejenskih bojevnikov. Med umikom so padli trije častniki in 29 vojakov, pogrešan pa je bil še en častnik in 13-18 vojakov. Večina teh vojakov je ostala skritih v grmovju in so se kasneje vrnili k svojim enotam.
Za neurejen pobeg Renovih vojakov je morda kriva smrt indijanskega izvidnika Krvavega noža iz plemena Vran, ki je bil ustreljen v glavo v neposredni bližini Rena. Kri in možgani naj bi takrat poškropili ameriškega poveljnika, zaradi česar je ta doživel napad panike.

#### Reno in Benteen na hribu Reno
Na vrhu gričev, ki so danes znani pod imenom hrib Reno, so se umikajočim Američanom pridružili vojaki pod poveljstvom stotnika Benteena (čete D, H in K), ki so tja prispele z juga. Te čete so bile do trenutka, ko jih je preko posebnega sla sklical Custer, na izvidniški nalogi. Kurir, Italijan John Martin (Giovanni Martini), je Benteenu prinesel Custerjevo ročno napisano sporočilo, v katerem je pisalo: »Pridite...velika vas, podvizajte se...prinesite zavitke« (z »zavitki« je Custer mislil strelivo, kar nakazuje, da je v trenutku, ko je pisal sporočilo, Custer že spoznal, da se bo moral spopasti z velikim številom nasprotnikov). Zgolj slučaj, po katerem so se Benteenovi vojaki znašli na istem hribu kot Renovi umikajoči vojaki, je Renove enote rešil pred najverjetnejšim uničenjem. Kasneje so se jim pridružili še McDougallovi vojaki čete B in šolski oddelek. 14 častnikov in 340 vojakov je na griču organiziralo krožni utrjen obrambni položaj. V trenutkih premora so si vojaki celo izkopali zasilne strelske položaje.
Kljub temu, da so s severa slišali streljanje ter salve še od 16:20, so se Benteen in njegovi vojaki posvetili obrambi Renovih položajev in niso nadaljevali poti na sever. Kasneje so Benteenu očitali, da ni sledil ukazom. Okoli 17. ure je stotnik Thomas Weir s četo D poskušal na lastno pest doseči Custerjeve položaje. Pod njegovim vodstvom so vojaki napredovali kakšno miljo proti severu do kraja, danes imenovanega Weirov greben, od koder so v daljavi jasno videli staroselske bojevnike, ki so s konjev napadali ljudi na tleh. To je bilo okoli 17:25 ure. Večina zgodovinarjev je danes mnenja, da je bilo Custrove obrambe takrat že konec in da so bojevniki takrat le še streljali na ranjence in mrtva trupla premaganih ameriških vojakov. Drugi zgodovinarji so mnenja, da je Weir videl spopad na kraju, ki se danes imenuje hrib Calhoun, kjer so staroselci razbili Keoghov bataljon in na tistem kraju uničili čete L, I in C. Ta spopad naj bi se kasneje nadaljeval, bojevniki pod poveljstvi Norega konja, Belega bika Humpa, Galla in ostalih pa so bataljon kasneje uničili do konca. Čez nekaj časa so se tudi ostale Renove in Benteenove čete pridružile Weiru, a so jih staroselski bojevniki prisilili k umiku na prejšnje utrjene položaje. Tam so ostali prikovani še cel naslednji dan, a jih staroselci niso uspeli premagati.
Benteen je v boju dokazal svojo hladnokrvnost in pogum, saj se je večkrat dvignil iz svoje luknje in se spopadel z napadalci, pri čemer ga je ena od krogel zadela v peto škornja. Enkrat je celo sam vodil protinapad proti napadajočim bojevnikom, ki so se v visoki travi plazili proti obrambnim položajem.

### Custerjev boj
Dogodki iz tega poslednjega Custerjevega boja so nejasni in delno dvomljivi, saj med Američani ni bilo preživelih, pričevanja staroselskih bojevnikov pa so nejasna in večkrat nasprotujoča.
Kljub temu, da je streljanje, ki so ga na svojih položajih slišali vojaki Rena in Benteena, najverjetneje prihajalo s položajev obkoljenega Custerja in njegovih mož, pa ta dva poveljnika nista vedela za usodo rojakov, dokler ju o tem ni obvestil general Terry, ki je na prizorišče prispel 26. junija. Terry je takoj ukazal preiskavo Custerjevega bojišča, vendar pa vojaki niso mogli ugotoviti, kaj točno se je tam dogajalo. Custerjeva skupina, sestavljena iz okoli 210 mož, je bila napadena okoli šest kilometrov severno od Rena in Benteena. Napadlo jih je večje število Lakot in severnih Čejenov, na prizorišču pa je bilo opaziti znake organizirane obrambe. Na prizorišču so vojaki namreč našli v kroge razporejene pobite konje, ki so vojakom najverjetneje služili kot prsobrani. Trupla staroselskih bojevnikov so bila po večini odstranjena, ameriške vojake pa so po hitrem postopku identificirali in pokopali na kraju samem.
Custra so našli z ranama na levi strani prsi in na levih sencah. Obe rani bi bili smrtni, vendar se je izkazalo, da je Custer krvavel samo iz rane v prsih, kar nakazuje, da je bila rana na glavi najverjetneje prizadejana po smrti. Poleg tega je imel Custer rano tudi na roki. Ustno izročilo, ki je po bitki krožilo med pripadniki Lakot, pripoveduje, da je Custer pred zajetjem storil samomor, da bi se izognil mučenju. Kljub temu, da obstajajo dokazi in govorice o samomorih med ameriškimi vojaki pred koncem bitke, pa na splošno zgodovinarji ne verjamejo, da je Custer storil samomor, saj je bil desničar, rana na glavi pa je bila na levi strani. Truplo ameriškega poveljnika so našli na vrhu hriba, ki se danes imenuje hrib Custer, znan pa je tudi pod imenom »hrib zadnje obrambe«. Na tistem kraju je danes postavljen spomenik v obliki obeliska, na katerem so vklesana imena žrtev iz vrst 7. konjeniškega polka. Trupla večine vojakov so bila slečena in izmaličena. Ob prihodu Terryjevih vojakov so trupla tudi že začela razpadati, zaradi česar je bila identifikacija močno otežkočena in v večini primerov praktično nemogoča .

#### Custer pri Minneconjou Fordu
Po tem, ko so staroselski bojevniki odgnali Renove vojake in jih izolirali daleč od tabora, je bila glavnina staroselskih bojevnikov pripravljena na nadaljnje akcije. Ti bojevniki so nato sledili Custerju in njegovim možem. Custerjeva pot do hriba, na katerem se je odvijala poslednja bitka, ni povsem jasna.
Po eni različici naj bi Custer po tem, ko je ukazal napad Renovim vojakom, nadaljeval pot vzdolž Renovega potoka. Okoli 800 metrov pred reko Mali veliki rog naj bi se obrnil na sever in se vzpel na griče, na katere se je kmalu zatem umaknil Reno. Od tam je Custer lahko videl začetek Renovega napada na indijansko naselje, nato pa je njegov kontingent vojakov nadaljeval pot na sever. Nekoliko višje se je morda nato spustil do reke. Nekateri zgodovinarji so mnenja, da je majhen del Custrovih vojakov tam skušal prebroditi reko in napasti naselje. Nekateri viri namreč pričajo, da so staroselski ostrostrelci preprečili enega od takšnih poskusov.
Staroselec po imenu Bik bele krave je po bitki trdil, da je sam zadel vodjo tega poskusa bredenja reke, ki naj bi bil oblečen v usnjen plašč in ga ranil, da je padel v reko. To pričevanje je nekatere zgodovinarje prepričalo, da je bil zadeti vodja sam Custer, ki je bil verjetno takrat ranjen. Še nekaj drugih staroselskih bojevnikov je kasneje pričalo, da je bil pri poskusu prečkanja reke poleg voditelja zadet tudi praporščak. Zadetima vojakoma naj bi nazaj na konja pomagali sovojaki, ki so morali ponju v reko. Dejstvo, ki priča o tem, da zadeti voditelj ni mogel biti Custer, pa sta rani, ki so ju kasneje našli na Custrovem truplu. Tako rana pod srcem, kot tista na levih sencih, bi namreč bili smrtni.
Poskus prečkanja reke lahko pojasni namen napada Renovih vojakov. Custer je namreč verjetno poskušal s taktiko kladiva in nakovala, saj bi Reno staroselce zadrževal na južnem delu tabora, Custer pa bi jim s tem manevrom prišel za hrbet s severa. Nekateri drugi zgodovinarji so mnenja, da je Custer poskušal s prečkanjem reke tam, kjer je mislil, da je severni konec staroselskega naselja in se pri tem uštel, saj je v resnici poskušal reko prečkati na sredini tabora. Ravno na tem mestu naj bi se namreč končal le južni del tabora, čeprav natančna lega severnega dela ni zgodovinsko jasna . Razlog za mnenje, da je bila Custrova poteza taktične narave, je v tem, da je podoben manever izvedel leta 1868 v bitki pri Washiti.

#### Drugi pogledi na Custerjeva dejanja pri Minneconjou Fordu
Drugi zgodovinarji so mnenja, da se Custer reki ni nikoli približal, temveč je pot na sever nadaljeval preko gričev, kjer je bil na koncu napaden. Po tej teoriji je Custer nasprotnikovo premoč opazil šele, ko je bilo zanj prepozno, da bi se obrnil in se umaknil na jug, kjer bi mu na pomoč lahko priskočili Renovi in Benteenovi vojaki. To teorijo potrjujejo arheološka izkopavanja, ki so potekala v dvajsetih letih 20. stoletja vzdolž grebena, ki danes nosi ime Nye-Cartwrightov greben. Vzdolž te namišljene črte so namreč arheologi našli na stotine tulcev kalibra .45-70, ki so bili v času bitke standardni v ameriški vojski. Tako zgodovinarji namigujejo, da je Custer svoje vojake razdelil na dva dela. En del vojakov naj bi vodil naprej sam, drugemu pa naj bi poveljeval stotnik George W. Yates.
Ti dokazi podpirajo teorijo, da je vsaj ena četa izvedla slepilni napad jugovzhodno od grebena Nye-Cartwright, da bi s tem omilila pritisk na Renove vojake, ki so se ravno takrat bojevali s številčno močnejšim nasprotnikom. Dejstvo, da sta Mitch Bouyer in Custer videla boj Rena z nasprotnikom, potrjuje pričevanje enega od Custerjevih staroselskih izvidnikov. Tudi pričevanja čejenskih bojevnikov omenjajo, da so vojaki z belimi konji (značilna barva konj čete E) z gričev na nasprotni strani reke izvedli napad, pri čemer jim je ena četa z višine dajala ognjeno podporo. Čejeni naj bi na napad takrat odgovorili in prisilili bataljon k umiku. Tulce, ki so bili izvrženi med tem napadom, naj bi našli v dvajsetih letih pri izkopavanjih na tem področju.

#### Napad Norega konja, Belega bika in ostalih bojevnikov na osrednji del Custerjeve obrambne črte
Od te točke naprej je usoda Custra in njegovih vojakov še bolj nejasna. Poglavar Sujev Gall je po bitki povedal, da so njegovi bojevniki opazili Custrove vojake, ko so se začeli spuščati z gričev proti reki. Takrat je Gall osebno svoje bojevnike popeljal preko reke in se ob vznožju gričevja začel pritajeno pomikati na jugozahod. Nekoliko nižje so se Custru približali na strelno razdaljo in ga napadli. Po umiku ameriških čet naj bi nato spet prečkali Mali veliki rog in opozorili bojevnike, ki so se ravno vračali iz boja z Renovimi vojaki.
Gallovi vojaki, ki so prisilili Custerja k umiku, so se zdaj pridružili bojevnikom pod vodstvom Norega konja. Po nagovoru Sedečega bika, ki je bojevnike pozval k zaščiti svojih šotorov in družin, se je okrepljena staroselska vojska podala v lov za Custrom. Pot naj bi jih vodila preko gričev in vzdolž grebena, ki je danes znan pod imenom Findleyev greben.
Ameriški zgodovinarji danes pripisujejo napad, ki je odgnal Custrove vojake, poglavarju Gallu, nekatera pričevanja staroselskih prič pa se s tem ne strinjajo. Michnovo raziskovanje je privedlo do spoznanja, da so Custrove vojake opazili štirje staroselski dečki. Ameriški vojaki naj bi pri srečanju enega od dečkov ubili, ostali trije pa so se vrnili v tabor in opozorili prebivalce. Sestra ubitega dečka, Lepa ptica, naj bi po pričevanjih takrat pokazala veliko zavzetost za napad na američane, sama pa naj bi celo sodelovala pri njem v prvih vrstah.
Bojevniki naj bi se razdelili v dve skupini. Ena skupina naj bi zasedla položaje severno od Custerja in začela s puščicami obstreljevati čete C, I ter L. Medtem je druga skupina pod vodstvom Norega konja in Belega bika, ki jo je spodbudil naskok Lepe ptice, pritisnila na vrzel med četama L in I. Pritisk je obe četi ločil in ustvaril vrzel v obrambni liniji Custrovih sil. Zaradi tega se je morala četa L najverjetneje umakniti z grebena v poskusu ponovne združitve s četo I. Med tem manevrom sta morali četi C in L ustaviti ogenj, da ne bi streljali po lastnih možeh. To prekinitev so izkoristili staroselci, ki so udarili z vzhoda, drugi del bojevnikov pa je z juga in vzhoda pritisnil na posamezne oddelke čete C. Kmalu so zaradi številčne premoči staroselci pregazili četi C in L ter prisilili preživele vojake ter pripadnike čete I k umiku proti Custrovim obrambnim položajem na »hribu zadnje obrambe«. Sprva organiziran umik se je po besedah Banteena kmalu spremenil v paničen beg, čejenski in sujski bojevniki pa so ga kasneje poimenovali kar stampedo bizonov. Pričevanja staroselcev govorijo tudi o tem, da je do poimenovanja prišlo zato, ker so se bojevniki bežečih Američanov lotili enako kot črede bizonov. Na konjskih hrbtih so namreč po bokih sledili ubežnikom in jih enega za drugim pobijali, nato pa zakrožili okoli njih in se vračali s čela.
Glede na položaj trupel je razvidno, da sta četi I in L pod vodstvom stotnika Keogha očitno sestavljali zadnjo zaščitno linijo glavnine Custrovih sil. Določeni indici namigujejo tudi na to, da je bilo osrčje te obrambne skupine tudi poslednja točka organizirane obrambe Custrovih sil. Na truplu stotnika Keogha so našli strelno rano, ki mu je zdrobila gleženj, zaradi česar se niti ni mogel umakniti. Rano iz enakega orožja so našli tudi v Keoghovem konju. Okoli njegovega trupla so našli veliko število padlih častnikov in vojakov, kar nakazuje, da so ti vojaki poskušali zaščititi svojega poveljnika. Edini preživeli pripadnik 7. polka, Henry Benien, je poročal, da so v neposredni bližini trupla stotnika Keogha našli 38 drugih trupel, ki so bila tako blizu skupaj, da so spominjala na kopico sena. Poslednji preživeli pripadniki treh čet so pod Keoghovim vodstvom poskušali pobegniti na severozahod proti vrhu Custrovega hriba. Preživeli staroselski bojevniki so kasneje pripovedovali o tem, da je Custer na vrh tega hriba poslal vojake, da bi od tam krili umik preživelih Keoghovih vojakov. Obrambni ogenj je za nekaj časa upočasnil zasledovalce, hkrati pa naj bi manjši oddelki čet C, L in I takrat poskusili s prebojem in pobegom proti reki ter v smeri zadnjega Custrovega obrambnega položaja. To bi pojasnilo najdbe trupel posameznih vojakov, ki so jih našli ležati po travnikih jugovzhodno od glavnega bojišča. Nobenemu od vojakov ni uspelo priti do reke, kar je videti iz oznak na prizorišču, ki so jih tja namestili po bitki.

#### Zadnja obramba na Custrovem hribu
Ob koncu bitke je bil vrh hriba najverjetneje premajhen za vse preživele in ranjence 7. konjeniškega polka. Ogenj z jugovzhoda je hkrati preprečil možem sklenitev obrambnega obroča, kljub temu pa je bila na tem mestu obramba najbolje organizirana in najbolj sklenjena. Po pričevanju staroselcev naj bi bilo med njimi največ žrtev prav v teh poslednjih trenutkih bitke. Vzrok za to je prav gotovo spoznanje med vojaki, da nimajo možnosti preživetja. Kljub temu pa naj bi po besedah staroselcev poveljniška struktura Američanov hitro razpadla. Tako naj bi se ustvarilo nekaj manjših žepov obrambe, ki pa so se branili z veliko vnemo in izjemno učinkovito. V kratkem času so bile uničene čete C, E in K, zadnjih 28 preživelih vojakov pa naj bi ob koncu bitke poskusilo s prebojem in begom proti reki. Preživele naj bi staroselci ujeli v ozkem kanjonu pred reko in jih pobili. S tem je bilo bitke dokončno konec, v njej pa so padli vsi vojaki razen enega.
Custrov boj naj bi po vseh pričevanjih trajal manj kot eno uro. David Humphreys Miller, ki je med letoma 1935 in 1955 opravil razgovore z zadnjimi preživelimi pripadniki staroselskih bojevnikov, ki so bili udeleženi v bitki, pa je zapisal, da je poslednji Custrov boj trajal celo manj kot pol ure. Lakote so pričale, da je veliko skupino staroselcev vodil Nori konj osebno, ta skupina pa naj bi preplavila ameriške vojake v nenadnem napadu s severovzhoda, kar je povzročilo razpad obrambe in paniko med vojaki. Mnogo vojakov naj bi takrat odvrglo orožje, staroselci pa naj bi jih pobili s kopji in drugim orožjem, ki so ga po navadi uporabljali za lov na bizone.

#### Število staroselskih udeležencev v bitki
Natančno število staroselskih bojevnikov, ki so sodelovali v bitki, ni bilo nikoli ugotovljeno in ostaja vprašljivo. Po predvidevanjih naj bi imeli staroselci premoč nad 7. konjeniškim polkom v razmerju 1:3, kar v številkah pomeni 1800 staroselcev proti 600 ameriškim vojakom.. V zaključnih napadih na Custerjevo obrambo je lahko razmerje naraslo na 1:9 (1800 proti 200) saj so bojišče na Custerjevem hribu staroselci obravnavali prioritetno. Kljub temu so nekateri zgodovinarji mnenja, da je bilo razmerje na tem delu bojišča precej manjše in naj bi znašalo 3:1. Vsi zgodovinarji pa so si enotni, da je bilo število staroselcev večje od števila Custerjevih vojakov, ti pa so se znašli na neznanem in odprtem terenu.

#### Razprave o učinkovitosti oborožitve konjenice
Po nekaterih podatkih naj bi bili staroselski bojevniki v bitki opremljeni z repetirkami Spencer, »winchesterkami« in »henryjevkami«, 7. konjeniški polk pa naj bi imel takrat v svoji oborožitvi le enostrelne puške Springfield Model 1873 v kalibru .45-70.. Te puške so imele nižjo kadenco od prej omenjenih repetirk, poleg tega pa so bile tudi precej nagnjene k zastojem, ko so se pregrele. Za uporabo v teh puškah so bili v oborožitvi konjenice naboji z bakrenimi tulci, ki so se v pregretem ležišču raztegnili in povzročili zastoj orožja, saj strelec po izstreljenem naboju tulca ni mogel izvleči. Edini način izvlačenja takega tulca je bil z uporabo bajoneta ali kakega drugega noža, kar pa je lahko puško tako poškodovalo, da ni več delovala. Med Renovim bojem naj bi stotnika Frencha videli, kako je sredi travnika na odprtem izvlačil tulce iz pušk svojih vojakov z nožem, nato pa usposobljene puške podajal nazaj.
Springfield Model 1873 je bila izbrana na natečaju po dolgotrajnem testiranju in primerjanju z drugimi puškami. Po več izvedenih testih je bila izbrana kot najbolj zanesljiva, eden od dodatnih razlogov za izbor enostrelne puške pred repetirko pa je bilo mnenje odbora za oborožitev, da bodo s tem zmanjšali prekomerno in nepotrebno porabo streliva. V tistem času so v vojski ZDA velik poudarek dajali preciznemu streljanju, s tem pa so poskušali zmanjšati velike stroške, ki jih je prinašala oskrba s strelivom. Le-to je namreč moralo prepotovati povprečno 1600 kilometrov da je doseglo končnega uporabnika. Kljub temu, da so staroselska pričevanja iz bitke pri Little Bighornu govorila o tem, da so ameriški vojaki iz jeze in nemoči odmetavali okvarjeno orožje, pa o podobnih primerih v drugih bitkah Staroselskih vojn ni podatkov.
Zgodbe o bitki, ki so jih našli narisane na bizonjih kožah, prikazujejo boj staroselcev in ameriških vojakov, na katerih je videti, da so staroselci napadali z loki in puščicami, vojaki pa so se branili z revolverji. To sicer do neke mere potrjuje tezo o velikem številu zastojev in okvar ameriških pušk, dejstvo pa je, da so imele puške Springfield veliko večji doseg od pušk Winchester in Henryjevih repetirk. Torej bi v primeru, da bi se vojaki držali ustaljenega načina boja - streljanja v več strelskih linijah - lahko staroselce precej časa zadržali na varni razdalji. Najverjetneje se je nekaj podobnega vsaj v začetku bitke tudi dogajalo, saj so staroselski vodje kasneje poročali o tem, da so nekaj organiziranih jurišev na obrambne položaje ameriških vojakov le-ti odbili.
Šele ko se je število staroselskih bojevnikov povečalo, se je z njihove strani stopnjeval ogenj na položaje čet L in C. Staroselska pričevanja tudi govorijo o tem, da so bojevniki večkrat stekli proti obrambnim položajem Američanov mahajoč z živobarvnimi odejami, da bi ustvarili zmedo in paniko med vojaki in konji. O tem, da so vojake (najverjetneje pripadnike čete I, ki je bila sprva kot rezerva umaknjena na drugi strani grebena Finley) večkrat presenetili staroselski bojevniki, ki so mahajoč s pisanimi odejami ustvarjali zmedo med vojaki, prav tako govori neko drugo pričevanje. Vojaki so bili s tem postavljeni pred preizkušnjo: za strel na staroselce so morali iz rok izpustiti povodce svojih konj, pri čemer so tvegali, da jim bodo prestrašene živali pobegnile. Med poskusi streljanja s povodci v rokah so jih živali v paniki večkrat pocukale in jih tresle, da niso mogli natančno streljati. Vsako pobeglo žival, natovorjeno s strelivom, so staroselci hitro ujeli in umaknili, s čimer so Američani ostali brez že tako omejenih bojnih sredstev.
Kljub temu, da so bili nekateri staroselski bojevniki oboroženi s puškami (med katerimi so bile tudi zastarele prednjače in puške Army Sharp, ki so jih kupili od zgodnjih belih priseljencev Južnega platoja), je bila večina bojevnikov oborožena s primitivnim orožjem (lokom in puščicami ter mnogo različnimi bojnimi kiji, bojnimi sekirami ter kopji). Po staroselskih virih naj bi bilo z lokom in puščicami opremljenih več kot polovica bojevnikov. Mnogo staroselskih bojevnikov, med katerimi je bil tudi trinajstletni Črni jelen, je kasneje zatrdilo, da so prve puške dobili v bitki od padlih ameriških vojakov. Sujski bojevnik Beli bik je kasneje pripovedoval, da so staroselski bojevniki trupla padlih vojakov oropali orožja in streliva, zaradi česar je bil ameriški ogenj vedno manj skoncentriran, indijanski pa se je skozi bitko zgolj povečeval. Podobna pričevanja so podali tudi Čejeni, ki so sodelovali v boju.
Izpostavljen teren je prav tako nudil prednost lakotskim in čejenskim lokostrelcem, saj so obširni travniki neprimerni za konjenico, ki se bojuje proti tako okretnemu nasprotniku kot so bili staroselski bojevniki. Custrovi možje so bili praktično ujeti na dvignjenem terenu in tako izpostavljeni puščicam, ki bi jih v zaraščeni pokrajini ovirala drevesa. V takem položaju so namreč bojevniki svoje puščice usmerili v zrak, da so padale z višine, pri čemer prsobrani vojakom niso mogli nuditi zavetja. To so potrdile rane na mnogo truplih padlih ameriških vojakov. Mnogo vojakov je imelo tudi razbite lobanje, kar so najverjetneje povzročili udarci z bojnimi kiji in sekirami.. Ni povsem jasno, ali so te rane Indijanci zadali vojakom pred ali po smrti. Nekatera pričevanja namreč opisujejo staroselske ženske, ki naj bi po bitki sistematično prečesavale teren in pobijale ranjence.

### Žrtve med staroselci
Natančno število padlih in ranjenih staroselskih bojevnikov ni znano. Pričevanja različnih udeležencev namreč navajajo zelo različne številke. Najmanjša omenjena številka je poimenski seznam padlih bojevnikov, ki obsega 36 imen, kot najvišje število pa je navedena številka 300 padlih. Edino natančno številko je v pričevanju navedel Rdeči konj, ki je polkovniku W. H Woodu po bitki povedal, da so staroselci izgubili 136 bojevnikov in imeli 160 ranjenih.

### Po bitki
Po uničenju Custrove obrambe so se Lakote in Severni Čejeni reorganizirali in se vrnili pred položaje obkoljenih vojakov Rena in Benteena. Boj na tem delu bojišča se je nadaljeval do 21. ure tega dne, nadaljeval pa se je še naslednji dan. Reno je po bitki pohvalil Benteena za odlično vodenje. Benteen je s svojima četama H in M namreč močan napad staroselcev odbil. 26. junija se je položajem s severa približala Terryjeva kolona, kar je prisililo staroselce k umiku na jug. Izvidnik iz plemena Vran Z njim upravlja beli človek je bil prvi, ki je generalu Terryju poročal o uničenju Custerjevih enot. Terryjevi vojaki so takoj začeli oskrbovati ranjence, za posledicami ran pa je kasneje umrlo pet vojakov. Eden od treh polkovnih kirurgov je padel s Custrom, drugi, dr. DeWolf, pa je padel med Renovim umikom. Edini preostali zdravnik, pomožni kirurg Henry R. Porter, je ob pomoči prevajalca Freda Gerrarda edini lahko učinkovito oskrbel ranjence.

#### Žrtve 7. konjeniškega polka
7. konjeniški polk je v bitki pri Little Bighornu utrpel 52% izgube: 16 častnikov in 242 vojakov je bilo v bitki ubitih ali so umrli za posledicami ran, 1 častnik in 51 vojakov pa je bilo ranjenih. Popolnoma uničenih je bilo pet čet polka, med katerimi je bil tudi njihov poveljnik Custer. Padli so vsi pripadniki, le nekaj vojakov in trije izvidniki, ki so se od Custrove kolone ločili tik pred bitko, je preživelo; staroselski izvidnik Curly je bil edini, ki je prizorišče zapustil po izbruhu spopadov. Kljub temu se je še nekaj let po bitki govorilo o preživelih pripadnikih ameriških sil, za kar pa ni dokazov. Edina preživela žival na bojišču je bil konj stotnika Keogha, Comanche.
Leta 1878 je bilo za hrabrost podeljenih 24 medalj časti pripadnikom 7. konjeniškega polka. Največ medalj so podelili možem, ki so med bojem brez strahu za lastno življenje od reke prinašali vodo ranjencem.. Le malo belih Američanov je izrazilo dvome o vojakih 7. polka, veliko pa se jih je spraševalo o taktiki, strategiji in poveljevanju častnikov. Staroselska poročila pa govorijo o tem, da je veliko ameriških vojakov v paniki storilo samomor, ko so videli kakšna usoda je doletela tiste, ki so prišli živi v roke sovražnim bojevnikom.

#### Ponovna izgradnja 7. konjeniškega polka julija 1876
Julija je bil 7. konjeniški polk reorganiziran, dodeljeni pa so mu bili novi častniki, istočasno pa je stekla še akcija rekrutiranja v oslabljen polk. Polk je bil reorganiziran, sestavljalo pa ga je osem čet, ki so ostale na terenu kot del Terryjevih ekspedicijskih sil. Te so imele nov sedež ob reki Yellowstone na ustju reke Big Horn. Terryjeve sile je dopolnila Gibbonova kolona, 8. avgusta 1876 pa se jim je pridružil še 5. pehotni polk. Ekspedicijske sile so se nato premaknile proti zgornjemu toku potoka Rosebud in začele zasledovati Lakote. Tam so se združile z enotami pod Crookovim poveljstvom. Skupna moč Terryjevih ekspedicijskih sil je tako narasla na skoraj 4000 vojakov. Tako okrepljen je Terry začel zasledovati Lakote v smeri proti reki Little Missouri. Ekspedicija je zaradi dolgotrajnega dežja in pomanjkljive oskrbe propadla, enote pa so se vrnile vsaka na svojo izhodiščno točko. Istočasno je bil 7. konjeniški polk poslan v Fort Lincoln na reorganizacijo.

#### Povečana moč ameriške vojske za zatrtje odpora staroselcev
Vojska ZDA je bila po bitki povečana za 2500 pripadnikov, spodnji dom ameriškega kongresa pod vodstvom demokratov pa je začasno celo odstopil od svojega stališča o zmanjšanju vojske. Vest o uničenju Custerjevih sil je namreč dosegla spodnji dom ravno v času, ko so na 44. seji hoteli razpravljati o zmanjšanju vojske in nasprotovati senatu, ki je pred tem na predlog republikanske stranke potrdil zakon o spremembi zakona o vojski. Predlog je pred tem podal predstavnik Teksasa, ki se je zavzemal za povečanje števila vojakov v konjeniških četah na 100 vojakov. Predlog o povečanju je bil nato 24. julija 1876 tudi sprejet, moč vojske pa je bila 15. avgusta istega leta začasno povečana na 2500 pripadnikov.

## Častniki 7. konjeniškega polka v bitki
- Poveljnik: podpolkovnik George Armstrong Custer padel
- Major Marcus Reno
- Adjutant: poročnik William W. Cooke padel
- Pomočnik kirurga George Edwin Lord, padel
- Pomočnik kirurga James Madison DeWolf, padel
- Pomočnik kirurga Henry Rinaldo Porter
- Poveljnik izvidnikov: podporočnik Charles Varnum (pripadnik čete A) ranjen
- Namestnik poveljnika izvidnikov: podporočnik Luther Hare (pripadnik čete K)
- Poveljnik oddelka tovornih mul: poročnik Edward Mathey (pripadnik čete M)
- Četa A: Stotnik Myles Moylan, poročnik Charles DeRudio
- Četa B: Stotnik Thomas McDougall, podporočnik Benjamin Hodgson padel
- Četa C: Stotnik Thomas Custer padel, podporočnik Henry Moore Harrington padel
- Četa D: Stotnik Thomas Weir, podporočnik Winfield EdgerlyObelisk danes označuje mesto množičnega grobišča, v katerem so danes pokopani vsi padli ameriški vojaki 7. konjeniškega polka
- Četa E: 1st Lt. Algernon Smith padel, podporočnik James G. Sturgis padel[47]
- Četa F: Stotnik George Yates padel, podporočnik William Reily padel
- Četa G: 1st Lt. Donald McIntosh padel, podporočnik George Wallace
- Četa H: Stotnik Frederick Benteen, poročnik Francis Gibson
- Četa I: Stotnik Myles Keogh padel, poročnik James Porter padel
- Četa K: 1st Lt. Edward Godfrey
- Četa L: 1st Lt. James Calhoun padel, podporočnik John J. Crittenden (vojak)[48] padel
- Četa M: Stotnik Thomas French

## Padli civilisti
- Boston Custer: brat Georga in Thomasa, oskrbnik 7. polka
- Mark Kellogg: novinar
- Henry Armstrong Reed: Custerjev nečak, konjar 7. polka

## Znani izvidniki/prevajalci prisotni v bitki
- Charley Reynolds: izvidnik, padel
- Krvavi nož: izvidnik iz plemena Arikara/Lakota, padel
- Curley: izvidnik iz plemena Vran
- Mitch Bouyer: izvidnik/prevajalec, padel
- Isaiah Dorman: prevajalec, padel
- Fred Gerard: prevajalec
- Z njim upravlja beli človek: izvidnik iz plemena Vran
- Gre naprej: izvidnik iz plemena Vran
- Kosmati mokasin: izvidnik iz plemena Vran
- Beli labod: izvidnik iz plemena Vran
- Pol rumenega obraza: izvidnik iz plemena Vran[49]

## Staroselski poveljniki v bitki
- Hunkpapa (Lakota (pleme)): Sedeči bik, Štirje trni, Kralj Vran, Gall, Črni mesec, Dež-v-obraz
- Sihasapa (Lakota Črne noge): Crawler
- Minneconjou (Lakota): Hump, Črni mesec, Rdeči konj, Naredi prostor, Gleda gor, Počasni srnjak
- Sans Arc (Lakota): Pegasti orel, Rdeči medved
- Oglala (Lakota): Nori konj, On pes
- Brule (Lakota):
- Severni Čejeni: Dva meseca

## Ohranitev bojišča
Bojišče je bilo sprva zaščiteno kot nacionalno pokopališče leta 1879, da bi se zaščitili grobovi padlih vojakov 7. konjeniškega polka. Leta 1946 je bilo preimenovano v Nacionalni spomenik ZDA in leta 1991 v Little Bighorn Battlefield National Monument (Nacionalni spomenik bojišča Little Bighorn).
Spreminjanje bojišča v spomenik se je začelo leta 1879, ko je bil kraj začasno zaščiten kot spomenik padlim Američanom. Leta 1881 so na kraju postavili marmorni obelisk, ki tam stoji še danes. Leta 1890 so bili po bojišču postavljeni marmorni kvadri in sicer na mesta, kjer so bila najdena trupla vojakov. Zakon, s katerim so spremenili ime spomenika, je uzakonil tudi postavitev spomenika padlim staroselcem v bližini hriba zadnje obrambe. Na Spominski dan leta 1999 sta bila na bojišču postavljena tudi dva granitna bloka, ki sta označevala padle staroselske bojevnike. Od decembra 2006 stoji na kraju deset označevalnih kamnov, ki označujejo kraje, kjer so padli staroselski bojevniki. Trije so postavljeni v bližini obrambnih položajev Rena in Benteena, sedem pa v bližini Custerjevih obrambnih položajev.